# Hasenfelde
Hasenfelde ist ein Ortsteil der Gemeinde Steinhöfel im Landkreis Oder-Spree im Land Brandenburg.

## Geographische Lage
Der Ortsteil liegt nordöstlich des Gemeindezentrums. Nördlich befindet sich der Steinhöfeler Ortsteil Heinersdorf. Es folgen im Uhrzeigersinn die weiteren Ortsteile Arensdorf, Wilmersdorf (zu Briesen (Mark)), Demnitz, sowie Buchholz und Tempelberg. Der Großteil der Gemarkung wird landwirtschaftlich genutzt; lediglich im Nordwesten ist ein Teil bewaldet. Das Heinersdorfer Fließ verläuft von Süden kommend in nordöstlicher Richtung durch die Gemarkung. Im Westen entwässert der Hasenfelder Buschgraben in den nach Süden verlaufenden Upstallgraben.

## Geschichte
Hasenfelde wurde erstmals in einer Urkunde vom 12. April 1288 urkundlich erwähnt. Erich von Brandenburg, zu dieser Zeit Erzbischof von Magdeburg, belieh den Ort mit drei weiteren Dörfern an den Ritter Reinhard von Strehle. In dieser Zeit bestand eine Dorfkirche, die im 13. Jahrhundert errichtet und bereits im 14. Jahrhundert um- und ausgebaut wurde. 1901 ließ die Kirchengemeinde den Sakralbau erneut umbauen. 1911 eröffnete die Bahnstrecke Müncheberg–Hasenfelde. Zu dieser Zeit erlebte der Ort seine wirtschaftliche Blüte, als Getreide über diese Verbindung ins schnell wachsende Berlin transportiert wurde. Der Wohlstand zeigte sich beispielsweise im 1914 von Rudolf Engel in der Parkstraße errichteten Herrenhaus. Im Zweiten Weltkrieg wurden die Gebäude im Ort, darunter auch die Kirche, beschädigt; die Orgel aus den Jahren 1857/1858 teilzerstört. Der Betrieb der Bahnstrecke wurde im April 1945 eingestellt und im November 1946 aufgenommen. Allerdings wurde der Personenverkehr mit Wirkung zum 31. Mai 1965 und der Güterverkehr am 18. Dezember 1968 eingestellt.
Am 31. Dezember 2001 erfolgte die Eingemeindung nach Steinhöfel. 2005 sanierte die Gemeinde das Gutshaus, das seit dieser Zeit als Gemeindehaus dient.

## Sehenswürdigkeiten und Kultur
- Die Dorfkirche Hasenfelde ist eine spätgotische Kirche aus dem 13. Jahrhundert. Im Innern steht unter anderem eine Kanzel aus dem Anfang des 18. Jahrhunderts.
- Das Herrenhaus von 1914 in der Parkstraße 10 steht unter Denkmalschutz.
- Fußballverein Blau-Weiß Hasenfelde

## Wirtschaft und Infrastruktur

### Wirtschaft
Neben einigen landwirtschaftlichen Betrieben, darunter einem Geflügelhof und einem Naturlandhof, sind im Ort zahlreiche Handwerksbetriebe aktiv. Der Wasser- und Landschaftspflegeverband Untere Spree hat seinen Sitz im Ort.

### Verkehr
Über die Landstraße 36 im Nordosten sowie die Bahnhofsstraße im Südosten besteht eine Verbindung an die Bundesstraße 5. Die L36 führt weiterhin in südwestlicher Richtung nach Steinhöfel.
Die Buslinie 433 des Busverkehrs Oder-Spree verbindet den Ort nach Arensdorf und Fürstenwalde. In Eggersdorf ist ein Verkehrslandeplatz.